# Clinotettix
Clinotettix is een geslacht van rechtvleugeligen uit de familie doornsprinkhanen (Tetrigidae). De wetenschappelijke naam van dit geslacht is voor het eerst geldig gepubliceerd in 1933 door Bey-Bienko.

## Soorten
Het geslacht Clinotettix omvat de volgende soorten:
- Clinotettix changbaishanensis Wang, Wang & Ren, 2004
- Clinotettix jilinensis Zheng & Ren, 1996
- Clinotettix ussuriensis Bey-Bienko, 1929